# Ernst Miescher

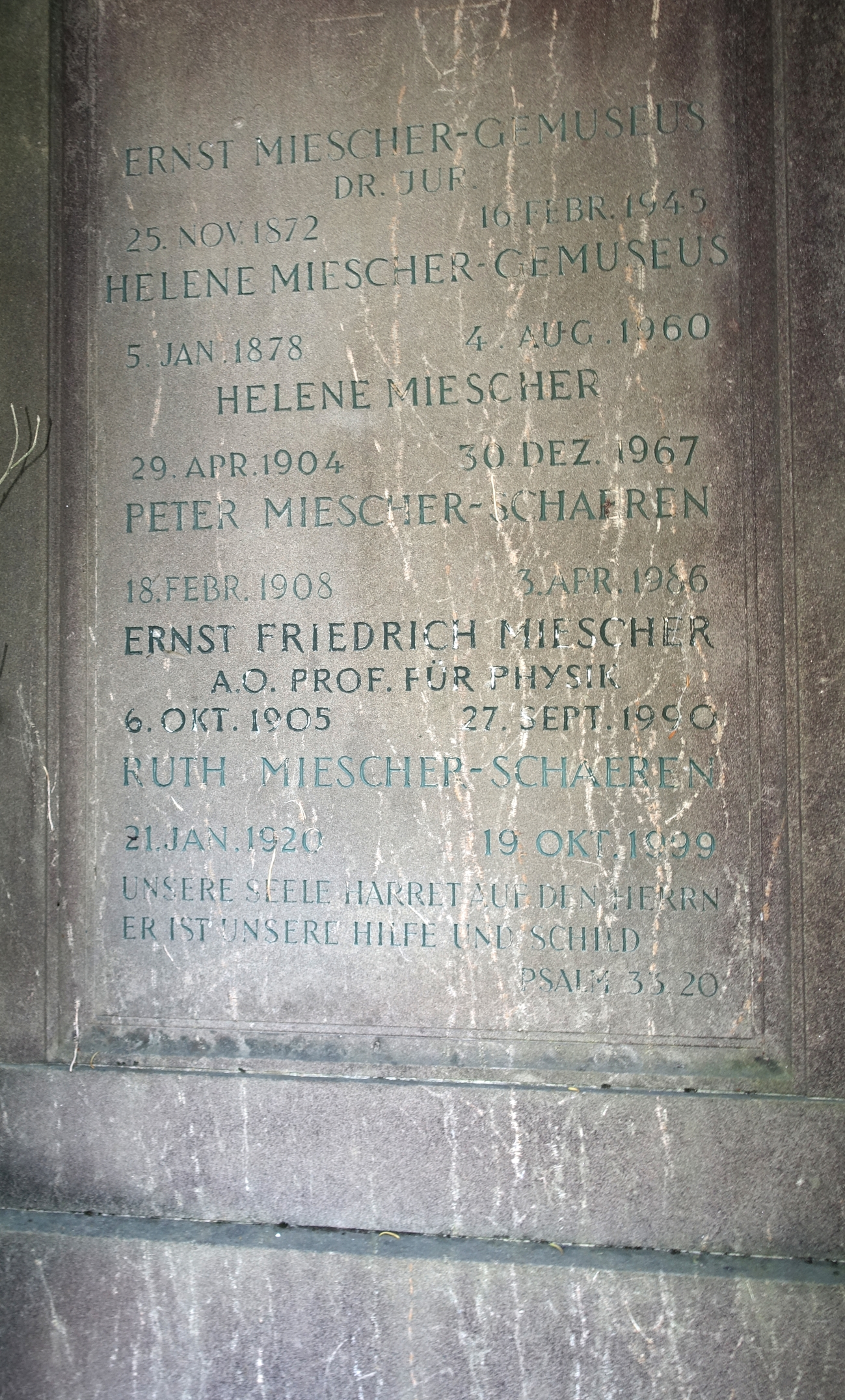
Familiengrab auf dem Friedhof Wolfgottesacker

Ernst Miescher (* 6. Oktober 1905 in Basel; † 27. September 1990 ebenda) war ein Schweizer Physiker.
Miescher wurde als Sohn des Advokaten Ernst Miescher und von Julie Helene Miescher geb. Gemuseus geboren. Er studierte Physik in Basel und München. 1930 erfolgte seine Promotion und 1935 die Habilitation an der Universität Basel. Von 1929 bis 1942 war Miescher Assistent an der Physikalischen Anstalt der Universität Basel. 1941 wurde er zum ausserordentlichen Professor für Experimentalphysik, insbesondere der Spektroskopie, an der Universität Basel ernannt. Von 1945 bis 1972 war Miescher Leiter der Abteilung für Spektralphysik. Ernst Miescher war der lokale Organisator der ersten offiziellen Konferenz der EUCMOS-Reihe 1951 in Basel.
Seine Beiträge zur Molekülspektroskopie, hauptsächlich zweiatomiger Moleküle, haben zum experimentellen Nachweis der vermiedenen Kreuzung von elektronischen Potentialkurven geführt.
Seine letzte Ruhestätte fand er auf dem Friedhof Wolfgottesacker.